# Laurens De Vreese
Laurens De Vreese (* 29. September 1988 in Gent) ist ein belgischer Straßenradrennfahrer.

## Sportliche Laufbahn
Laurens De Vreese begann seine internationale Karriere 2009 bei dem belgischen Profel Continental Team. In seinem ersten Jahr dort gewann er die Austragung des Frühjahrsklassikers Omloop Het Nieuwsblad für U23-Fahrer und Amateure. Außerdem belegte er 2009 den zweiten Platz bei dem Eintagesrennen Flèche Ardennaise und er wurde Etappenzweiter beim fünften Teilstück der Tour de Liège. 2010 wurde er belgischer Straßenmeister der U23. 2013 wurde er als kämpferischster Fahrer der Eneco Tour geehrt.
2017 startete De Vreese erstmals bei einer Grand Tour, der Vuelta a España, und belegte Platz 122 in der Gesamtwertung.

## Erfolge
2009
- Omloop Het Nieuwsblad (U23/Amateure)

2010
- Belgischer Meister – Straßenrennen (U23)

2013
- Kämpferischster Fahrer Eneco Tour

## Grand-Tour-Platzierungen
| Grand Tour            | 2017 | 2018 | 2019 |
| --------------------- | ---- | ---- | ---- |
| Giro d’ItaliaGiro     | –    | –    | –    |
| Tour de FranceTour    | –    | –    | –    |
| Vuelta a EspañaVuelta | 122  | –    | –    |

## Teams
- 2009 Profel Continental Team
- 2011 Topsport Vlaanderen-Mercator
- 2012 Topsport Vlaanderen-Mercator
- 2013 Topsport Vlaanderen-Baloise
- 2014 Wanty-Groupe Gobert
- 2015 Astana Pro Team
- 2016 Astana Pro Team
- 2017 Astana Pro Team
- 2018 Astana Pro Team
- 2019 Astana Pro Team
- 2020 Astana Pro Team